# ماهی عروس دریایی
ماهی عروس دریایی (نام علمی: Centrolophidae) نام یک تیره از راسته سوف‌ماهی‌سانان است.